# Metiamid
Metiamid je histaminski antagonist H2-receptora koji je razvijen počevši od burimamida. On je bio prvo intermedijarno jedinjenje u razvoju uspešnog leka protiv čireva, cimetidina (Tagameta).